# Xalitla lezamai
Xalitla lezamai är en skalbaggsart som beskrevs av Maria Helena M. Galileo och Martins 2008. Xalitla lezamai ingår i släktet Xalitla och familjen långhorningar.
Artens utbredningsområde är Costa Rica. Inga underarter finns listade i Catalogue of Life.